# Vijaiella
Vijaiella is een geslacht van kreeftachtigen uit de klasse van de Ostracoda (mosselkreeftjes).

## Soort
- Vijaiella mandviensis Jain, 1978